# مؤشر أسعار الجملة
مؤشر أسعار الجملة (WPI) هو مقياس للتغيرات في أسعار السلع على مستوى البيع بالجملة، ولا سيما تلك السلع التي يتم تبادلها بين الشركات. تستخدم بعض البلدان (مثل الفلبين) تغييرات مؤشر أسعار الجملة كمقياس مركزي للتضخم.